# Grijze lijster
De grijze lijster (Geokichla princei; synoniem: Zoothera princei) is een zangvogel uit de familie Turdidae (lijsters).

## Verspreiding en leefgebied
Deze soort telt 2 ondersoorten:
- G. p. princei: van Sierra Leone en Liberia tot Ghana.
- G. p. batesi: van zuidoostelijk Nigeria en zuidwestelijk Kameroen tot westelijk Oeganda.